# لولا هاسكينز
لولا هاسكينز (بالإنجليزية: Lola Haskins)‏ هي كاتِبة وشاعرة أمريكية، ولدت في 13 نوفمبر 1943.